# Robert Zache
Robert Zache (* 25. November 1934; † 16. Februar 2017) war ein deutscher Fußballspieler.

## Karriere

### Vereine
Zache gehörte dem SV Saar 05 Saarbrücken von 1954 bis 1957 in der Oberliga Südwest an, eine von seinerzeit fünf Staffeln der im Jahr 1945 gegründeten Oberliga als höchste Spielklasse im westdeutschen Fußball.
In der Saison 1957/58 spielte er für den SV Waldhof Mannheim in der 2. Oberliga Süd und stieg mit der Mannschaft als Meister aus dieser Spielklasse in die Oberliga Süd auf. Da sein Verein die Spielklasse als Neuling nicht halten konnte und in einem Teilnehmerfeld von 16 Mannschaften als Letztplatzierter absteigen musste, kehrte er zum SV Saar 05 Saarbrücken zurück und spielte von 1959 bis 1961 ein zweites Mal für den Verein – ebenfalls in der Oberliga Südwest. Für den Verein bestritt er zudem einzig das im heimischen Stadion Kieselhumes am 28. Juli 1962 mit 0:3 gegen den 1. FC Nürnberg verlorene DFB-Pokal-Achtelfinalspiel. Seine letzten drei Saisons (1961–1964) als Fußballspieler war er für den FC Homburg in der drittklassigen Amateurliga Saarland aktiv.

### Nationalmannschaft
Zache kam, wie auch sein Vereinsmitspieler Heinz Schussig, im einzigen Länderspiel der B-Nationalmannschaft des Saarlandes am 1. Mai 1955 im Neunkirchener Ellenfeldstadion beim 4:2-Sieg über die B-Nationalmannschaft der Niederlande vor 4500 Zuschauern zum Einsatz.

## Erfolge
- Meister 2. Oberliga Süd 1958 und Aufstieg in die Oberliga Süd